# Thunder Cross
Thunder Cross (サンダークロス?) es un videojuego de matamarcianos con scroll horizontal de Konami publicado originalmente como arcade en 1988. Thunder Cross usaba una en los fondos una técnica consistente en el uso de múltiples planos de scroll para proporcionar una mayor sensación de profundidad. En febrero de 2007 se publicó, solo en Japón, una versión del juego para PlayStation 2 dentro de la línea económica Oretachi Gē-sen Zoku. 10 años después, se lanzó para la PlayStation 4 en 8 de junio de 2017 en Japón, y para la Nintendo Switch en 11 de febrero de 2021 como Arcade Archives. Thunder Cross tuvo una secuela, Thunder Cross II, lanzada en 1991.